# 5. Sinfonie (Schubert)

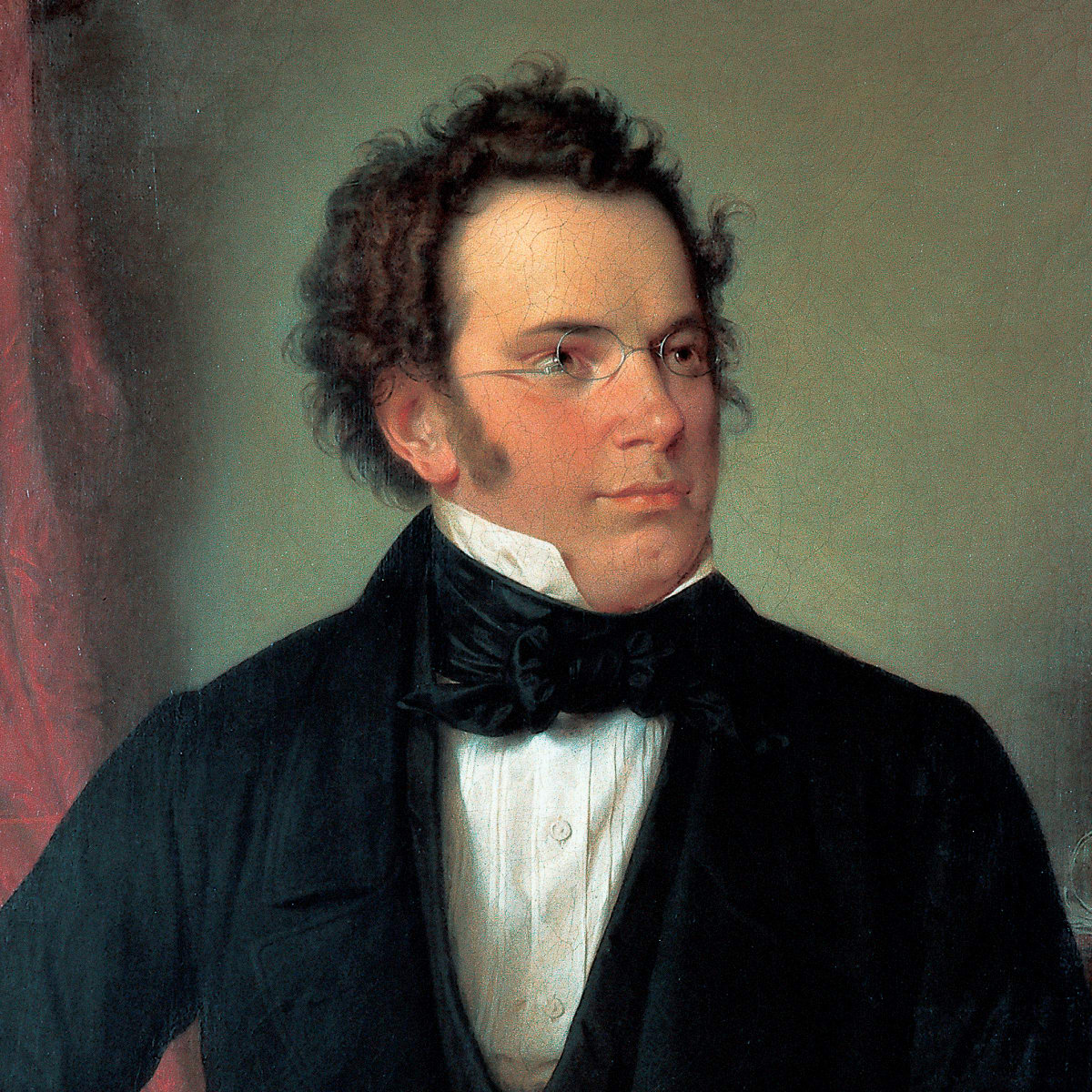
Franz Schubert (Gemälde von Wilhelm August Rieder, 1875)

Franz Schubert schrieb seine Sinfonie Nr. 5 B-Dur D 485 im Herbst 1816, im Alter von 19 Jahren. Aufgrund ihrer Leichtigkeit zählt sie heutzutage zu den beliebtesten und meistgespielten Orchesterwerken des Komponisten. Die Spieldauer beträgt circa 27 Minuten.

## Entstehung und Wirkung
Die 5. Sinfonie in B-Dur (diese Tonart war – neben D-Dur – die „Lieblingstonart“ des jungen Schubert für Sinfonien und auch für Streichquartette), ist vielleicht die vollkommenste seiner Jugendsinfonien und gilt allgemein als die erste „reife“ Sinfonie Schuberts. Ihre Ausarbeitung ist von kammermusikalischer Perfektion, denn die Besetzung ist kleiner als die aller anderen Sinfonien, und ihre Proportionen sind fein aufeinander abgestimmt. Sie lässt sich als produktive Auseinandersetzung Schuberts mit dem sinfonischen Schaffen Mozarts begreifen und offenbart dabei Schuberts völlige Andersartigkeit und Eigenständigkeit.
Das Werk entstand, gemäß Schuberts eigenen Eintragungen auf der Partitur, in der Zeit von September bis zum 3. Oktober 1816 und war für eine noch im selben Herbst stattfindende Aufführung durch das von Otto Hatwig gegründete Laienorchester in Wien vorgesehen, in welchem der Komponist selber die Bratsche, sein Bruder Ferdinand Geige spielte. Dieses Orchester war ein Glücksfall für den jungen Schubert, vergleichbar mit einem Laboratorium, in dem er einerseits mit Werken zeitgenössischer Komponisten wie Haydn, Mozart, Beethoven und Méhul in Kontakt kam und darüber hinaus seine eigenen Kompositionen unter realen Bedingungen ausprobieren konnte.
Die Sinfonie Nr. 5 entstand in einer Zeit, in der Schubert nach einer eigenen musikalischen Sprache suchte. Obwohl der Stil dieser Jugendsinfonie, in deren Besetzung Klarinetten, Trompeten und Pauken fehlen, durchaus an Mozart erinnert, geht Schubert bereits in vielerlei Hinsicht eigene Wege: So erweitert Schubert durch seine unvermittelten Dur-Moll-Wechsel, Ausweichungen in entlegene Tonarten sowie den charakteristischen Einsatz von Mediantik die harmonische Palette der Wiener Klassik. Auch findet sich hier nicht die bisher übliche Satzstruktur wieder, in der die Themen mehr oder weniger nebeneinander existierten, sondern gehen die Motive fließend ineinander über. Genau dies verkannte der Wiener Musikkritiker Eduard Hanslick jedoch, als er meinte, die Sinfonie sei „ein schwacher Abguss von Mozart“. Arnold Feil schrieb dagegen: „In der Tat kann man sich beim Menuett dieser Sinfonie (wegen des verwandt düstern Tons und der kontrastierenden Heiterkeit des Trios) an das Menuett von Mozarts g-Moll-Sinfonie (KV 550) erinnert fühlen. Ebenfalls beim zweiten Satz könnten zumindest melodische Einflüsse von Mozarts Klaviersonate B-Dur (KV 570) oder von Susannas Arie Deh vieni non tardar aus Le nozze di Figaro aufgezeigt werden. Und doch ist auch die 5. Sinfonie genauso ‚schubertisch‘ wie all seine anderen Sinfonien.“
Die Sinfonie Nr. 5 in B-Dur ist von den sechs großen Sinfonien, die Schubert zwischen 1813 und 1817/18 geschrieben hat, die einzige ohne lange oder gar leere Stellen, die einzige, deren wesentliche Züge Grazie und Beschwingtheit auch durch eine gewisse Natürlichkeit des Ausdrucks sind, ohne dass die ernsten Töne dadurch ausgeschlossen wären.
Wie auch im Fall von Schuberts Sinfonie Nr. 4 wurde im Jahr 1870 in Leipzig ein vierhändiger Klavierauszug herausgebracht. Die Partitur, bestehend aus 27 Notenblättern mit jeweils 16 Zeilen, wird heute von der Staatsbibliothek zu Berlin aufbewahrt und befindet sich damit als einzige Partitur unter den Sinfonien Schuberts nicht in Wien.

## Musikalische Gestalt (Analyse)

### 1. Satz: Allegro
B-Dur, 2/2-Takt (alla breve), 299 Takte
Im Gegensatz zu den ersten vier Sinfonien Schuberts fehlt in der Sinfonie Nr. 5 eine langsame Einleitung; stattdessen beginnt sie mit einer eröffnenden Geste in Form einer 4-taktigen Bläserkadenz, die Schubert zu Beginn der Durchführung wieder aufnimmt und modulatorisch sequenziert, um sie beim Eintritt der Reprise dann überraschend wegzulassen.

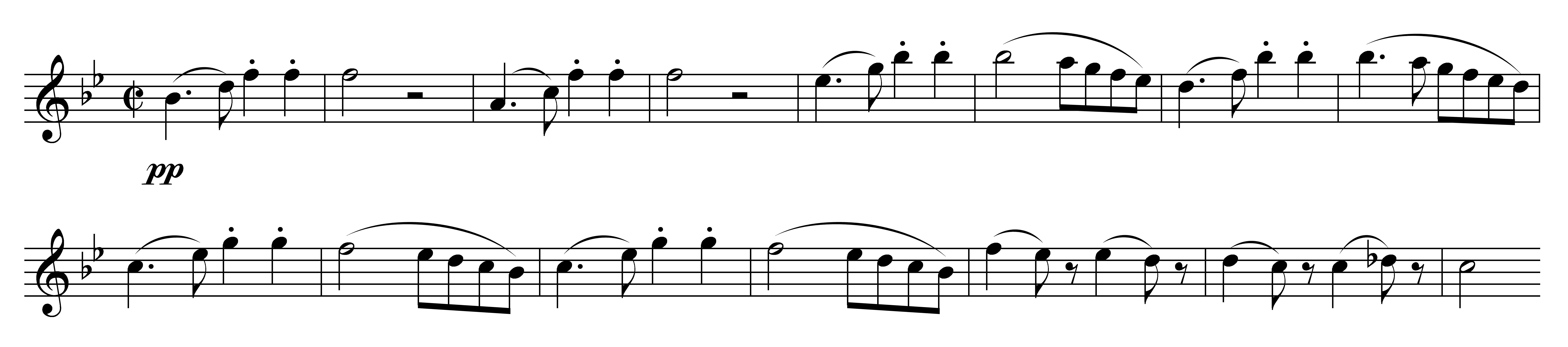
Hauptthema (T. 5–19), 1. Satz

Der Kopfsatz steht in Sonatensatzform. Die Exposition (T. 1–117) eröffnet mit einer schlichten Kadenz der Holzbläser in B-Dur, ehe das heitere und an Wiener Straßenlieder erinnernde Hauptthema nach einem vorbereitenden Lauf der 1. Violinen in Takt 5 einsetzt. Der Hauptsatz (T. 5–40) in der Grundtonart B-Dur ist dreiteilig (37 in 14+6+17 Takte) und beginnt mit dem 15-taktigen und im Pianissimo gehaltenen Hauptthema in den Streichern. Das erste Thema ist geprägt von einem aufsteigenden Dreiklangsmotiv mit punktierter Rhythmik sowie Imitationen in den Bässen. Im weiteren Verlauf wird das Kopfmotiv (T. 5–6) im Sinne eines Modells sequenziert und nach einer melodischen Fortspinnung und das Thema in Takt 19 mit einem Halbschluss beendet. Es folgt eine zwischenspielartige Passage (T. 19–24) auf der Dominante (über Orgelpunkt), welche ebenfalls imitatorisch gestaltet ist, diesmal jedoch in Form eines zweimaligen Wechselspiels zwischen der Flöte und den Violinen. Die variierte Wiederholung des Themas (T. 25–41) erweitert Schubert auf insgesamt 17 Takte, bereichert sie durch ein absteigendes Gegenmotiv in der Flöte (z. B. T. 26–27) und verschränkt diese nach einem Ganzschluss direkt mit der nachfolgenden Überleitung. In den Takten 41–64 erklingt nun erstmals das volle Orchester im Forte, wodurch Schubert einen deutlichen Kontrast zwischen dem Haupt- und Seitensatz erzielt und währenddessen regelhaft in die Dominanttonart moduliert.

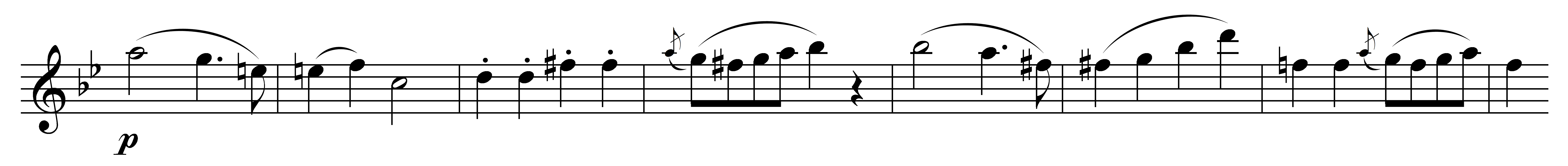
Seitenthema (T. 65–72), 1. Satz

Der Seitensatz (T. 65–92) in F-Dur besteht – wie oft auch bei Mozart – aus mehreren Abschnitten, einer sogenannten Phrasenkette (27 in 8+7+6+6 Takte): Dem periodisch gebauten Seitenthema (8 in 4+4 Takte) in den Streichern folgt, analog zum Hauptsatz, seine variierte Wiederholung in den Holzbläsern, welche in T. 80 jedoch überraschend in einen Varianttrugschluss mündet. Auch der zweite Versuch, das Thema harmonisch korrekt abzuschließen, resultiert – wider Erwarten – nochmals in einem Trugschluss, ehe Schubert im dritten Anlauf dann endlich in F-Dur kadenziert. Die nachfolgende Schlussgruppe (T. 92–117) besteht aus einem 8-taktigen, in sich kontrastierenden Modell (erstmals verlangt Schubert hier Fortissimo), seiner um zwei Takte erweiterten Variante sowie einem formelhaft kadenzierenden Epilog (T. 110–117).
Die Durchführung (T. 118–170) ist mit 47 Takten relativ kurz gehalten, in sich dreiteilig und eröffnet mit der ursprünglichen Bläserkadenz (vgl. T. 1–4) in der Mediante Des-Dur. Im Vergleich zur Exposition ergänzt Schubert die Takte 118–122 aber noch mit Material der vorangehenden Schlussgruppe (vgl. T. 110) in der Flöte und Oboe und moduliert in der Folge mittels Modell und Sequenzen in die Mollsubdominante es-Moll. Die Art und Weise der Modulation sowie die harmonische Disposition könnte „schubertischer“ (und somit romantischer) nicht sein: Nachdem bereits die Durchführung mittels harmonischer Rückung überraschend im terzverwandeten Des-Dur begonnen hatte, moduliert Schubert nun auch hier in fallenden Terzen und tangiert dabei die Tonarten Des-Dur, b-Moll, Ges-Dur und es-Moll. Ebenfalls der zweite Teil, der sogenannte Kern der Durchführung (nach Ratz), zeichnet sich durch harmonische Labilität und ein für Schubert typisches „Suchen“ aus: Kaum in es-Moll angekommen (T. 134), moduliert er weiter nach f-Moll (T. 140), um nach dreimaliger Sequenz wieder im ursprünglichen Des-Dur zu landen – und sich dabei sozusagen im Kreis gedreht zu haben. Die Fortsetzung pendelt dann quasi „hilflos“ zwischen es-Moll und Ges-Dur hin und her, um letztlich doch noch, wie vor der Reprise üblich, auf der Dominante zu verweilen – fälschlicherweise jedoch auf jener von es-Moll (statt Es-Dur); und hiermit schließt sich dann auch der zweite Kreis. Die nachfolgende Rückleitung mündet nach einem Trugschluss (T. 160/167), dem dialogischen Wechselspiel der Holzbläser mit den Streichern sowie einer diminuierten Bläserkadenz (diesmal nur 2 statt 4 Takte) in Takt 171 letztendlich doch noch in die Reprise.
Entgegen gängiger Konventionen der Wiener Klassik handelt es sich hier jedoch um eine subdominantische Reprise (T. 171–299): Das Hauptthema steht folglich im klanglich helleren Es-Dur (statt B-Dur), das Seitenthema dagegen normhaft in der Grundtonart B-Dur. Der Hauptsatz (T. 171–203) umfasst diesmal nur 33 Takte, da die zwischenspielartige Passage (T. 185–186) nun auf zwei Takte reduziert ist. Die Überleitung (T. 203–230) erscheint geringfügig erweitert und – der tonartlichen Situation entsprechend – transponiert bzw. harmonisch eingerichtet. Der nachfolgende Seitensatz (T. 231–258) wird – abgesehen von der Transposition nach B-Dur – nahezu wörtlich rekapituliert, die Schlussgruppe (T. 258–299) hingegen zu einer raumgreifenden Coda erweitert, indem Schubert deren ursprüngliche Form in den Takten 276–292 durch eine wiederholte, furiose Tonleiterpassage erweitert, den Satz ansonsten jedoch analog der Exposition abschließt.

### 2. Satz: Andante con moto
Es-Dur, 6/8-Takt, 141 Takte
Beim zweiten Satz, einem naturverbundenen „Lied ohne Worte“ mit tragischen Wendungen in der Subdominanttonart Es-Dur, handelt es sich um eine zweiteilige Adagio-Form (nach Ratz) mit der Gliederung in A B A’ B' + Coda (A''). Bemerkenswert ist hier v. a. Schuberts genialer kompositorischer Umgang mit dem kantablen Hauptthema, welches im Verlauf des Satzes auf verschiedener Art und Weise modifiziert wird.

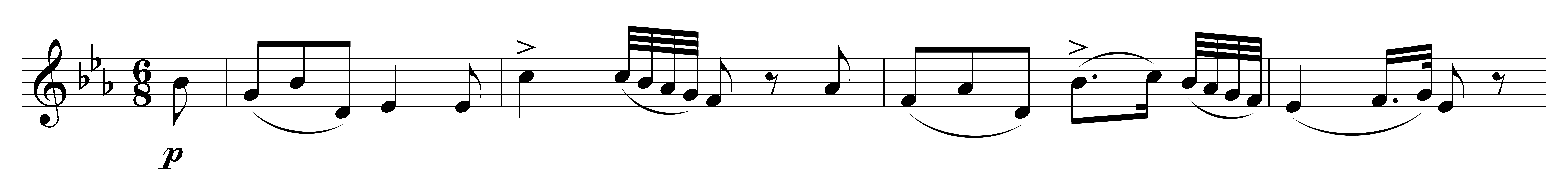
Hauptthema (T. 1-4), 2. Satz

Der insgesamt 38 Takte umfassende Hauptsatz (T. 1–23) bzw. das Hauptthema (A-Teil) in Es-Dur konstituiert sich als „klassisches dreiteiliges Lied“ (nach Ratz) und gliedert sich in A A' / B A'' B A''; formal also zwei-, inhaltlich hingegen dreiteilig: Einem 4-taktigen, periodisch gebauten Thema (4 in 2+2 Takte) mit Auftakt in den Streichern und seiner ausgeschriebenen Wiederholung mitsamt den Bläsern, folgt ein durchführungsartiger Mittelteil (9 in 2+2+5 Takte) sowie eine variierte Reprise mit einer Codetta (6 in 4+2). Beide Teile werden obligat wiederholt. Der Mittelteil (T. 9–17) besteht aus einem 2-taktigem Modell in f-Moll, seiner Sequenz in Es-Dur sowie einem kurzen Entwicklungsteil, der seinerseits auf der Dominante der Varianttonart es-Moll verweilt und dadurch als Rückleitung zur Reprise fungiert. Die variierte Reprise (T. 18–23) gestaltet Schubert nun direkt mit dem vollen Orchester, beginnt dabei jedoch – wie zu Beginn des Satzes – mit den Streichern und lässt die Holzbläser imitierend folgen.

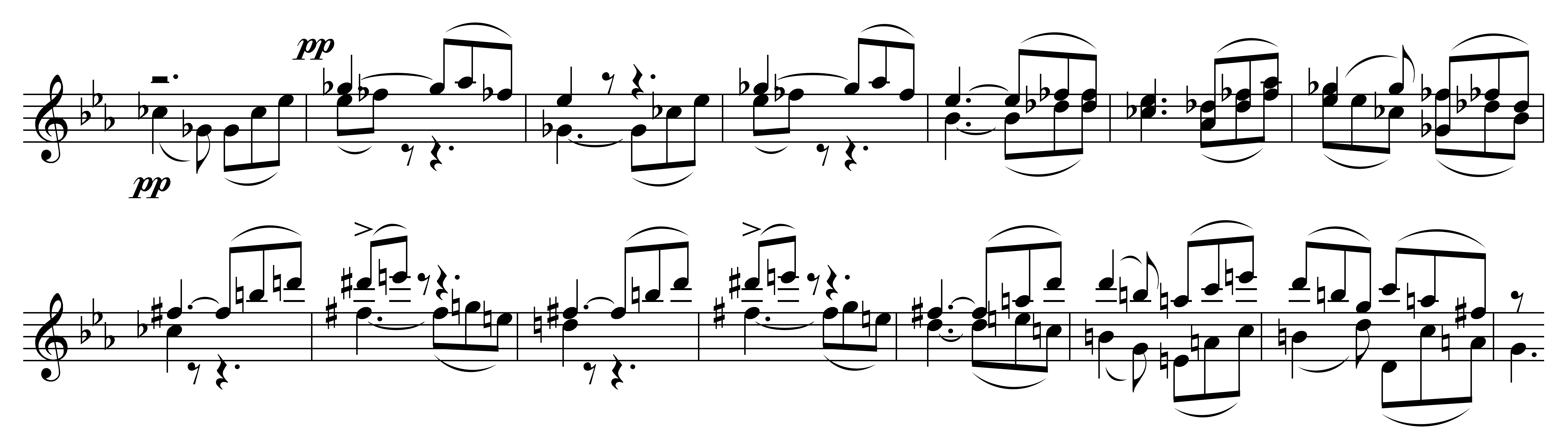
Seitenthema (Duett) in Ces-Dur und h-Moll (T. 27-41), 2. Satz

Nach einer kadenzierenden Überleitung (T. 24–27), welche mittels harmonischer Rückung im „neapolitanischen“ Fes-Dur einsetzt, folgt der insgesamt 40 Takte umfassende Seitensatz mit integrierter Rückleitung (T. 27–66) in der Untermediante Ces-Dur. Das von den Streichern im Wechsel mit den Holzbläsern gestaltete Seitenthema (8 in 2+2+4 Takte) beendet Schubert in Takt 34 jedoch unvermittelt in der Variante ces-Moll – enharmonisch verwechselt als h-Moll notiert – und verschränkt es direkt mit seiner Wiederholung. Im zweiten Anlauf moduliert das unterdessen vermollte Thema eigentlich nach G-Dur, kippt jedoch in Takt 41 wider Erwarten erneut in dessen Variante g-Moll. Die anschließende Rückleitung ist von harmonischer Labilität geprägt: Schubert hat sich offensichtlich verirrt und sucht nun sozusagen (s)einen „Heimweg“, indem er zunächst die Dominante von g-Moll, c-Moll und letztendlich doch noch das erlösende Es-Dur anstrebt, wo in Takt 67 dann auch erwartungsgemäß die Reprise einsetzt.
Bei der Rekapitulation des Hauptthemas in der Grundtonart verzichtet Schubert auf die ursprüngliche Wiederholung des Mittelteils und der Reprise; weiter erscheint die ausgeschriebene Wiederholung des Themas in den Takten 71–74 melodisch verziert und die Reprise (T. 84–89) erklingt überraschend in der Varianttonart es-Moll. Der Hauptsatz (T. 67–89) mit der Gliederung in A A'var / B A''var wird somit auf 23 Takte reduziert. Die Überleitung (T. 90–93) moduliert diesmal in die Obermediante Ges-Dur. Den nachfolgenden Seitensatz (T. 93–117) verkürzt Schubert auf insgesamt 25 Takte, beendet das Seitenthema jedoch auch in Takt 100 wieder in der Variante ges-Moll (notiert als fis-Moll) und moduliert in Takt 107 weiter nach d-Moll (statt D-Dur), um in der Folge dann die Dominante von es-Moll (statt Es-Dur) anzusteuern und dadurch die letzte Rekapitulation des Hauptthemas im Rahmen der Coda harmonisch zu erfrischen.
Nach allem, was der Hörer bisher emotional durchlebt hat, wirkt die mit 24 Takten relativ umfangreiche Coda (T. 118–141) schon beinahe versöhnlich. Letztmals erklingt hier nochmals das Hauptthema in der Grundtonart Es-Dur – nun jedoch radikal verkürzt. Schubert löst die ursprüngliche Form (klassisches dreiteiliges Lied) auf und verbindet stattdessen den Themenanfang mit dem -schluss: Die Takte 118–121 entsprechen dabei weitgehend ihrer ursprünglichen Gestalt (vgl. T. 1–4) mit angereicherter Harmonik und anstelle einer ausgeschriebenen Wiederholung verwendet Schubert in Takt 122 nun direkt die ursprüngliche Reprise (vgl. T. 18–23) mit durch „Moll-Töne“ in den Bläsern eingetrübter Melodik. Die vermeintlich letzte und augmentierte Schlusswendung des Themas in den Takten 127/128 führt Schubert zunächst in einen Varianttrugschluss und auch im zweiten Anlauf erscheint – wider Erwarten – erneut nur ein Trugschluss. Irritiert durch die bereits zweimalig betrogene Hörerwartung, wirkt der im dritten Durchgang in Takt 136 sehnlichst erwartete Ganzschluss erlösend sowie überraschend zugleich. Der Satz endet mit einem 6-taktigen Abgesang (T. 136–141), der sich über einem Orgelpunkt nochmals wehmütig zur Mollsubdominante (as-Moll) hinwendet und nach einem absteigenden Dreiklangsmotiv in den Hörnern friedvoll im Pianissimo verklingt.

### 3. Satz: Menuetto. Allegro molto – Trio
g-Moll, 3/4-Takt, 88 Takte – G-Dur, 3/4-Takt, 40 Takte
Der von Schubert als „Menuett“ bezeichnete dritte Satz mit der traditionellen Gliederung in A A' / B A'' (mit obligaten Wiederholungen beider Teile) steht nicht, wie sonst üblich, in der Grundtonart B-Dur, sondern in der Paralleltonart g-Moll. Auch handelt es sich dabei nicht um ein eigentliches Menuett, sondern um einen eher ungestümen „Gstrampften“, einen ländlichen österreichischen Volkstanz.

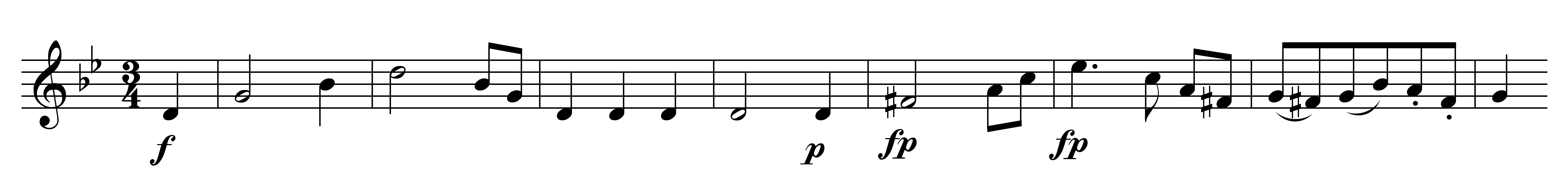
Menuett (T. 1-8), 3. Satz

Der wiederholte A-Teil (T. 1–26) im düsteren g-Moll umfasst 26 Takte und eröffnet mit einem antithetischen Thema (8 in 4+4 Takte) mit Auftakt; die angegangene Wiederholung erweitert Schubert auf insgesamt 18 Takte erweitert und moduliert währenddessen in die Paralleltonart B-Dur. Der durchführungsartige B-Teil (T. 27–56) beginnt mit einem 4-taktigen Modell in B-Dur und moduliert in der Folge mittels Sequenzen via G-Dur (T. 35), c-Moll (T. 43) zurück auf die Dominante D-Dur (T. 51). Die Reprise (T. 57–88) in g-Moll erscheint variiert (A') sowie auf 32 Takte erweitert; ferner nimmt Schubert in den Takten 69–80 nochmals Material des Mittelteils auf. Beide Teile, also Mittelteil und Reprise, werden ihrerseits wiederholt.

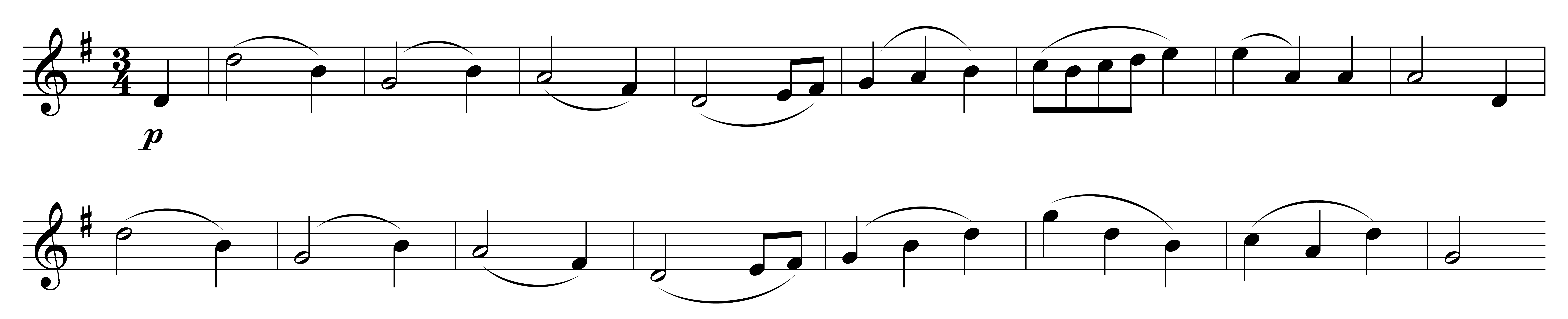
Trio (T. 1-16), 3. Satz

Das heitere Trio in der Varianttonart G-Dur erinnert an einen lieblichen Vorstadt-Ländler und unterscheidet sich somit charakterlich deutlich vom Menuett. Der A-Teil umfasst diesmal 16 Takte, ist periodisch gebaut (16 in 8+8 Takte) und wird wiederholt. Der Vordersatz ist lediglich mit den Streichern und dem Solofagott instrumentiert, im Nachsatz kommen alle Bläser hinzu. Das Thema zeichnet sich durch volksliedhafte Melodik, schlichte Harmonik (mehrheitlich I. und V. Stufe) sowie mehrtaktige Orgelpunkte in den Violoncelli und Bässen aus. Auch der B-Teil (T. 17–32) besteht aus 16 Takten. Er beginnt – wie schon im vorausgehenden Menuett – mit einem Modell in der eher unüblichen Molldominante d-Moll (T. 17–22), sequenziert weiter nach C-Dur (T. 23–28) und kehrt in Takt 32 schließlich auf die Dominante zurück. Bemerkenswert ist die zweimalige Imitation durch die Flöte und 1. Oboe zu Beginn der jeweiligen Phrasen (z. B. in T. 17 und 19). Die Reprise (T. 33–40) erscheint auf 8 Takte verkürzt, da Schubert hier nur noch den Nachsatz des ursprünglichen Themas (vgl. T. 9–16) verwendet, diesen ansonsten jedoch wörtlich übernimmt. Mittelteil und Reprise werden gesamthaft wiederholt.
Im Anschluss an das Trio folgt die obligate Wiederaufnahme des Menuetts (Menuetto da capo), diesmal jedoch ohne die Wiederholungen.

### 4. Satz: Allegro vivace
B-Dur, 2/4-Takt, 394 Takte
Dem vierten Satz – vom Musikwissenschaftler Alfred Einstein als „reinster Haydn“ bezeichnet – fehlt jeglicher Final-Charakter. Wie der Kopfsatz steht auch der Schlusssatz in Sonatensatzform. Schubert verzichtet hier jedoch auf eine effektvolle Coda, wodurch der Satz bzw. die Sinfonie, laut Nikolaus Harnoncourt, „ein offenes Ende hat, als ob Schubert seine musikalische Geschichte nochmals von Neuem erzählen müsste“.

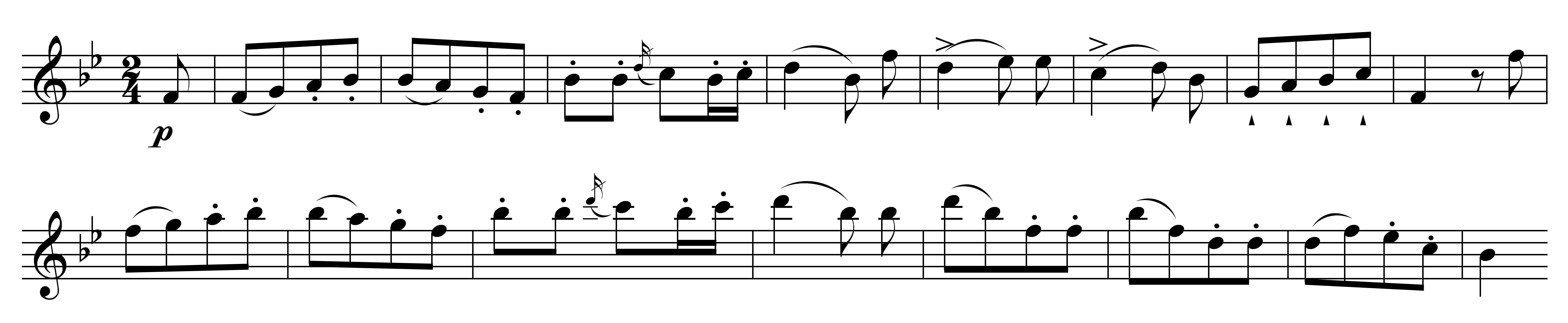
Hauptthema (T. 1-16), 4. Satz

Die Exposition (T. 1–152) beginnt mit dem als „klassisches dreiteiliges Lied“ A A' / B A'' B A'' gestalteten Hauptsatz (T. 1–47) in B-Dur und umfasst, inklusive aller Wiederholungen, insgesamt 77 Takte. Das tänzerisch-verspielte Hauptthema (T. 1–16) konstituiert sich als 16-taktige Periode, deren Vordersatz in den Streichern halbschlüßig und der durch die Holzbläser ergänzte Nachsatz in einem Ganzschluss endet; entgegen gängiger Konventionen verzichtet Schubert hier jedoch auf die Wiederholung des Themas. Nach einem 18-taktigen Mittelteil (T. 17–34), der weitgehend auf der Dominante F-Dur verbleibt, folgt in Takt 35 die variierte Reprise, welche nun durch einen melodischen Einschub in den tieferen Streichern (T. 39–42) ergänzt ist und daher zunächst 12 Takte umfasst und bei der Wiederholung dann auf 13 Takte erweitert wird. Der Hauptsatz und die Überleitung sind – wie bereits im Kopfsatz – miteinander verschränkt, stehen jedoch in einem deutlichen Kontrast: In Takt 47 kippt die ansonsten heitere Grundstimmung des Satzes unvermittelt ins Dramatische, indem Schubert überraschend in den Moll-Bereich (b-Moll, f-Moll) kippt. Im düsteren Fortissimo des vollen Orchester erklingen nun aufgeregte Streichertremoli, aufstrebende Dreiklangsfolgen mit scharfen Akzenten (fz) in den Violinen, Flöten und Oboen, rasante auf- bzw. absteigende Läufe in den Streichern sowie synkopierte Rhythmen. Im Rahmen der 32-taktigen Überleitung (T. 47–78) moduliert Schubert mittels Modell und Sequenz von b-Moll auf die Dominante von f-Moll (statt F-Dur), wodurch das nach einer kurzen Fermate in Takt 79 eintretende Seitenthema in F-Dur harmonisch erfrischt wirkt.

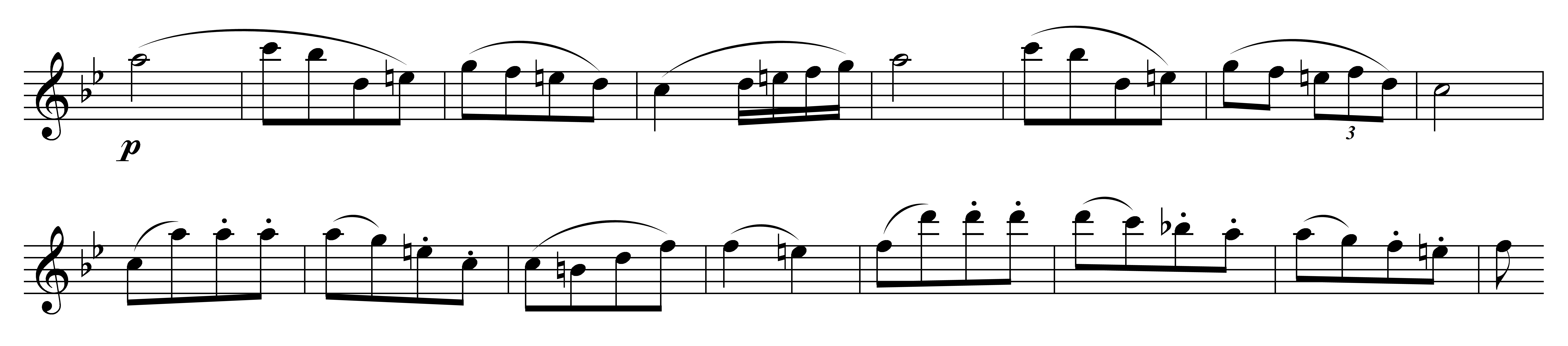
Seitenthema (T. 79-94), 4. Satz

Auch der Seitensatz (T. 79–125) ist mit der Schlussgruppe verschränkt und gliedert sich in ein 16-taktiges, in sich variiertes Seitenthema (16 in 4+4+8 Takte) in den Streichern, dessen Wiederholung mitsamt den Bläsern sowie einen zweiteiligen, durch die Hörner eingeleiteten, nach f-Moll ausweichenden Anhang (T. 111–125). Die nachfolgende Schlussgruppe (T. 125–152) wirkt hingegen eher formelhaft und besteht ihrerseits aus einem in sich kontrastierenden Abschnitt (11 in 4+7 Takte), dessen Wiederholung sowie einer abschließenden Steigerungspassage (T. 145–152). Durch die subtile Einführung von Triolen erweitert Schubert hier das rhythmische Spektrum des Satzes; bemerkenswert ist zudem der dreistimmige Fauxbourdon in den Takten 125–128 in den Streichern (piano) sowie dessen polyrhythmische Fortsetzung im vollen Orchester (forte) in den Takten 129–135. Die Exposition soll – zur Zeit der Klassik und Frühromantik üblich – obligat wiederholt werden, was in der heutigen Konzertpraxis jedoch allzu oft missachtet wird.
Die 84-taktige Durchführung (T. 153–236) ist dreiteilig gestaltet, verarbeitet dabei vorwiegend Hauptsatz-Material und verbleibt – eher untypisch für Schubert – weitgehend im Dur-Bereich. Ein imitatorisch (mit dem Kopfmotiv des Hauptthemas) gestaltetes Modell in B-Dur wird, nun um zwei Takte erweitert, zunächst in c-Moll und danach in As-Dur sequenziert. Die dialogische Weiterführung des ersten Abschnitts (T. 153–184) als Wechsel der tiefen Streichern mit den hohen Holzbläsern endet in Takt 183 auf der Dominante Es-Dur. Der zweite, ebenfalls mittels Imitationen und Vorhalten gestaltete Abschnitt (T. 185–208) moduliert seinerseits von As-Dur via Des-Dur nach F-Dur und verweilt ab Takt 209 schließlich im Sinne einer Rückleitung auf der Dominante.
Die Reprise (T. 237–394) steht gesamthaft in der Grundtonart B-Dur und entspricht weitestgehend dem ursprünglichen Verlauf der Exposition; einzig der Hauptsatz sowie die Überleitung erscheinen modifiziert: Im Rahmen des Hauptsatzes (T. 237–283) verzichtet Schubert auf die Wiederholungen und reduziert die Gesamtform somit auf 47 Takte mit der Gliederung in A A' B A''. Die Überleitung (T. 283–320), diesmal auf 38 Takte erweitert, beginnt wiederum in b-Moll, sequenziert weiter nach f-Moll und moduliert in der Folge via c-Moll stufenweise abwärts auf die Dominante der Varianttonart b-Moll (statt B-Dur). Der Seitensatz (T. 321–367) und die Schlussgruppe (T. 367–394) werden – abgesehen von der Transposition nach B-Dur – nahezu wörtlich übernommen.
Eine Wiederholung der Durchführung und Reprise ist von Schubert nicht vorgeschrieben.

## Besetzung
1 Flöte, 2 Oboen, 2 Fagotte, 2 Hörner (in B, Es und G), Violine 1 & 2, Bratsche, Violoncello, Kontrabass

## Uraufführung und Rezeption
Die Uraufführung von Schuberts 5. Sinfonie fand im genannten Rahmen des Hatwigschen Orchesters in Wien statt; die erste öffentliche Aufführung hingegen erst – dreizehn Jahre nach Schuberts Tod – am 17. Oktober 1841 unter der Leitung von Michael Leitermayer. In deren Rahmen erklangen neben der 5. Sinfonie auch ein Hirtenchor aus dem Singspiel Die Zwillingsbrüder, ein Vokal-Quartett für Männerstimmen, eine Arie aus der Oper Fierrabras sowie eine Hymne und ein Alleluja.
Die Wiener Zeitung Der Wanderer beschrieb die Sinfonie am 19. Oktober 1841 als „eine ausgezeichnete Composition im weniger strengen Style geschrieben, darum auch der Masse zugänglicher“. Die Rezension in der Allgemeinen Wiener Musik-Zeitung lautete:

„Es liegt ein hoher Grad von Pietät für den großen Tondichter Franz Schubert in der Idee, jene Tonstücke zur Aufführung zu bringen, welche entweder gar nicht oder doch weniger dem musikalischen Publicum bekannt sind. Allein ob eine solche auch immer zum Frommen seines Ruhmes geschieht, ob nicht so manches Tonwerk, welches der geniale Meister vielleicht zum Selbststudium entworfen, nie zur Aufführung bestimmte, oder, wenn er es auch in dem Momente des Schaffens gethan jetzt unterlassen würde, – das ist eine Frage, welche ich seinen Verehrern zur Beantwortung überlasse. Für den Veranstalter bleibt es aber immer lobenswerth und Hr. Leitermayer [der Dirigent] verdient daher auch anerkennende Würdigung für diese Intention. […]. – Die Aufführung sämmtlicher Tonstücke konnte im Ganzen eine gerundete genannt werden [… Man muß] berücksichtigen, daß die Executirenden aus Dilettanten und Schülern bestanden, die Aufführung aber eine Prüfungs⸗Akademie war.“

Schuberts Freund Leopold von Sonnleithner bezeichnete die Sinfonie Nr. 5 als „liebliche Sinfonie in B-Dur“. Zeitgleich mit der 5. Sinfonie komponierte Schubert noch weitere Werke in der Tonart B-Dur: ein Streichquartett-Fragment (D 601) sowie eine Ouvertüre (D 470) mit dem Streichquartett-Fragment als Vorstufe.
Die 5. Sinfonie wurde im Jahre 1884 im Rahmen der von Johannes Brahms redigierten Alten Gesamtausgabe aller Schubert-Sinfonien durch den Verlag Breitkopf & Härtel. Brahms bescheinigte Schuberts sogenannten „Jugendsinfonien“ keinen hohen künstlerischen Wert und war der Meinung, sie „sollten nicht veröffentlicht, sondern nur mit Pietät bewahrt und vielleicht durch Abschriften mehreren zugänglich gemacht werden“.
Antonín Dvořák war zu seiner Zeit einer der wenigen Bewunderer der frühen Sinfonien Schuberts, in denen er – trotz des Einflusses von Haydn und Mozart – im „Charakter der Melodien“, der „harmonischen Progression“ sowie den „vielen exquisiten Details der Orchestrierung“ Schuberts Individualität erkannte.
In Zusammenhang mit der relativ kurzen Spieldauer von Schuberts 5. Sinfonie meinte der Musikwissenschaftler Hans Joachim Therstappen, dass Schubert trotz der kammermusikalischen Besetzung des Werks seine „ganz persönliche Auseinandersetzung […] mit der Sinfonie“ fortsetze.